# یژورکی ویلکیه
یژورکی ویلکیه (به لاتین: Jeziorki Wielkie) یک روستا در لهستان است که در گمینا گووداپ واقع شده‌است.